# 东串猪
东串猪是中国地方猪品种之一，又称本种大骨头猪或洲夹子猪。
东串猪原产于江苏省如皋市及泰兴市东部，并因此得名。
东串猪头型分马脸型和狮头型，以马脸型居多。
20世纪80年代初，东串猪曾称为通如黑猪。1980年，江苏省农林厅确定东串猪为全省五大地方良种猪之一。1986年，东串猪收录于《中国猪品种志》。